# Embrikstrandia unifasciata
Embrikstrandia unifasciata är en skalbaggsart som först beskrevs av Conrad Ritsema 1897.  Embrikstrandia unifasciata ingår i släktet Embrikstrandia och familjen långhorningar.
Artens utbredningsområde är Laos. Inga underarter finns listade i Catalogue of Life.